# 小行星8483
小行星8483（英語：8483 Kinwalaniihsia）是一颗围绕太阳公转的小行星。1988年9月16日，舒爾特·巴斯在托洛洛山发现了此天体。
这颗小行星的绝对星等为226.7832787926385等。